# Notação musical

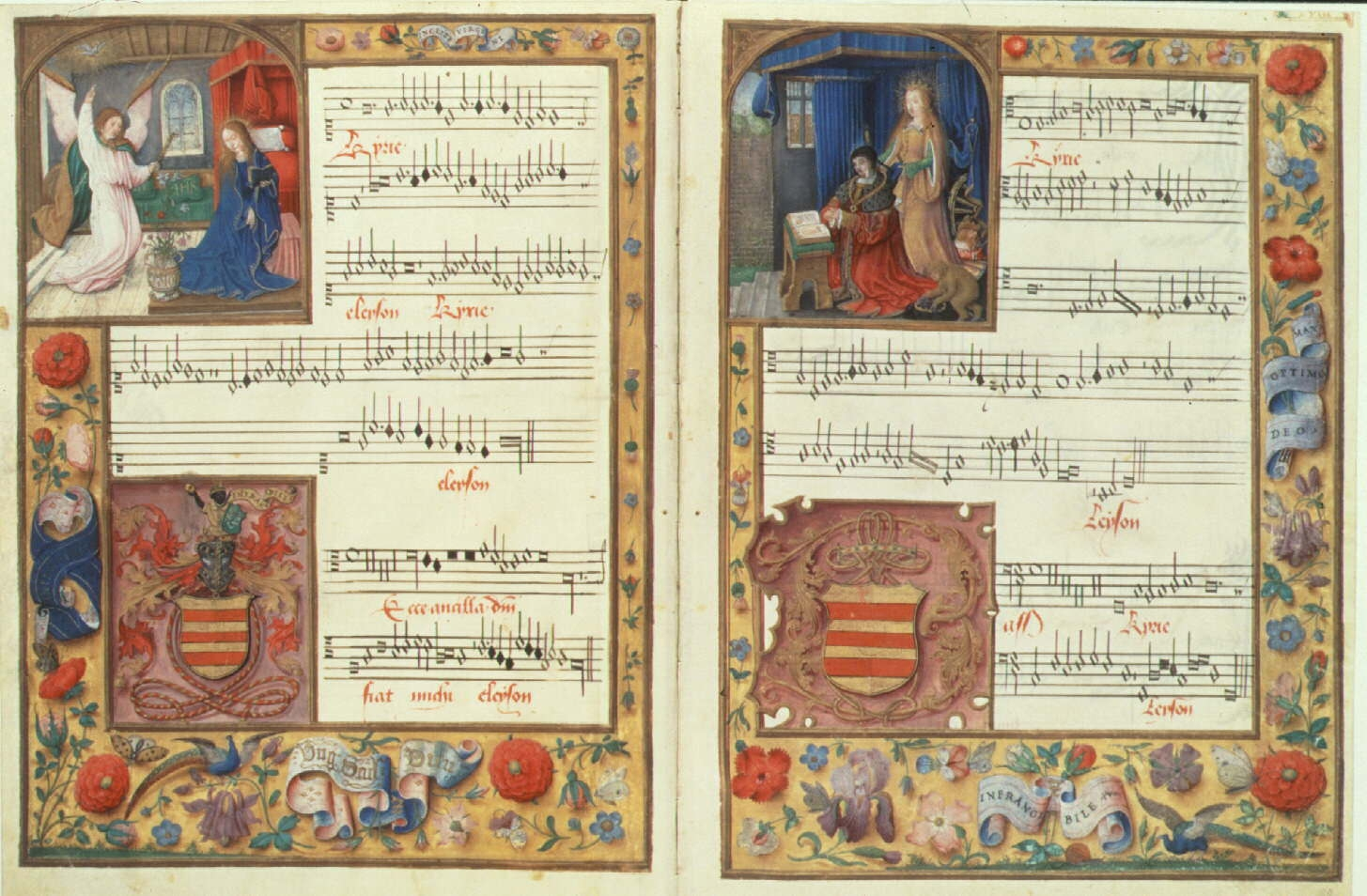
O Codex Chigi,textos e partituras antigas junto com manuscrito musical do século XVI

Notação musical é um sistema de escrita que representa graficamente com símbolos próprios (as notas musicais) uma peça musical (ou composição musical); sistema formado por um conjunto de sinais gráficos que representam uma organização de sons, permitindo que um intérprete musicista à execute semelhante a ideia do escritor, compositor ou arranjador. Sendo o mais antigo datado de 3 mil a.C. usado no Egito e na Mesopotâmia.
Existem diversos outros sistemas de notação dependendo da região, país ou grupo étnico. Mas a notação mais utilizada é o sistema gráfico ortocrónico ocidental, que utiliza os símbolos grafados sobre uma pauta de 5 linhas paralelas, comumente chamada de pentagrama. Que teve origem no sistema baseado na neuma (século VIII). 

## Histórico

O epitáfio de Sícilo é um exemplo da notação musical praticada durante a Grécia Antiga.

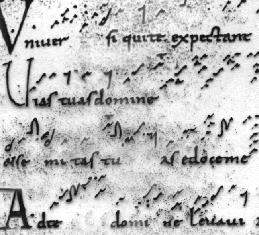
Os primeiros neumas, apenas como marcas junto das palavras. Fragmento de Laon, Metz, meados do século X

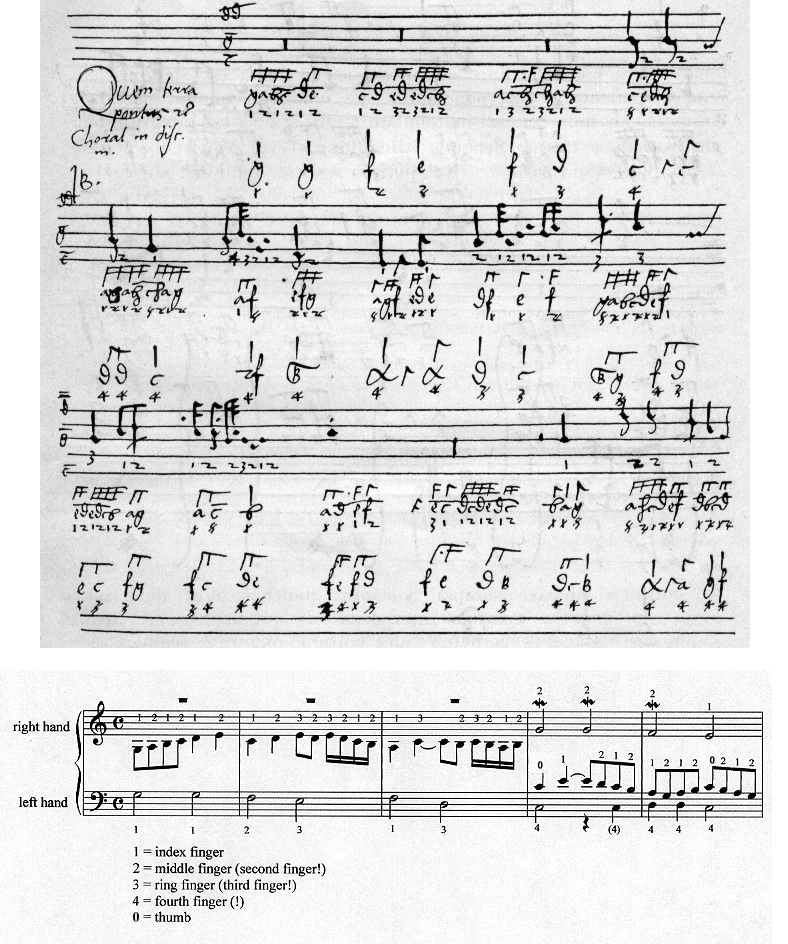
Transcrição de tablatura para órgão, século XVI. Abaixo, o equivalente em notação moderna

Os sistemas de notação musical existem há milhares de anos, como exemplo foram encontradas evidências arqueológicas de escrita musical praticada no Egito e Mesopotâmia por volta do terceiro milênio a.C.
O sistema moderno teve suas origens nas neumas (do latim: sinal ou curvado), símbolos que representavam as notas musicais em peças vocais do canto gregoriano, por volta do século VIII. Onde os pontos e traços que representavam intervalos e regras de expressão, eram posicionadas sobre as sílabas do texto e serviam como um lembrete da forma de execução para os que já conheciam a música. No entanto este sistema não permitia que pessoas que nunca a tivessem ouvido pudessem cantá-la, pois não era possível representar com precisão as alturas e durações das notas.
Para resolver este problema as notas passaram a ser representadas com distâncias variáveis em relação a uma linha horizontal. Isto permitia representar as alturas. Este sistema evoluiu até uma conjunto de cinco linhas e quatro espaços Pauta (música), com a utilização de claves que permitiam alterar os pontos de referências das alturas representadas. Inicialmente o sistema não continha símbolos de durações das notas pois elas eram facilmente inferidas pelo texto a ser cantado. Por volta do século X, quatro figuras diferentes foram introduzidas para representar durações relativas entre as notas.
Grande parte do desenvolvimento da notação musical deriva do trabalho do monge beneditino Guido d'Arezzo (aprox. 992 – aprox. 1050). Entre suas contribuições estão o desenvolvimento da notação absoluta das alturas (onde cada nota ocupa uma posição na pauta de acordo com a nota desejada). Além disso foi o idealizador do solfejo, sistema de ensino musical que permite ao estudante cantar os nomes das notas. Com essa finalidade criou os nomes pelos quais as notas são conhecidas atualmente (Dó, Ré, Mi, Fá, Sol, Lá e Si) em substituição ao sistema de letras de A a G que eram usadas anteriormente. Os nomes foram retirados das sílabas iniciais de um Hino a São João Batista, chamado Ut queant laxis. Como Guido d'Arezzo utilizou a italiano em seu tratado, seus termos se popularizaram e é essa a principal razão para que a notação moderna utilize termos em italiano.
Nesta época o sistema tonal já estava desenvolvido e o sistema de notação com pautas de cinco linhas tornou-se o padrão para toda a música ocidental, mantendo-se assim até os dias de hoje. O sistema padrão pode ser utilizado para representar música vocal ou instrumental, desde que seja utilizada a escala cromática de 12 semitons ou qualquer de seus subconjuntos, como as escalas diatônicas e pentatônicas. Com a utilização de alguns acidentes adicionais, notas em afinações microtonais também podem ser utilizadas.

## Notação padrão
A notação musical padrão é escrita sobre um conjunto de cinco linhas, chamado de pentagrama. Quando este é preenchido pelos símbolos e inúmeras representações musicais é chamado, então, de partitura. Seguem-se alguns dos elementos encontrados em uma partitura.

### Representação das durações
Tempo e compasso - regulam quantas unidades de tempo devem existir em cada compasso. Os compassos são delimitados na partitura por linhas verticais e determinam a estrutura rítmica da música. O compasso escolhido está  diretamente associado ao estilo da música. Uma valsa por exemplo tem o compasso 3/4 e um rock tipicamente usa o compasso 4/8.
Em uma fórmula de compasso, o denominador indica em quantas partes uma semibreve deve ser dividida para obtermos uma unidade de tempo (na notação atual a semibreve é a maior duração possível e por isso todas as durações são tomadas em referência a ela). O numerador define quantas unidades de tempo o compasso contém. No exemplo abaixo estamos perante um tempo de "quatro por quatro", ou seja, a unidade de tempo tem duração de 1/4 da semibreve e o compasso tem 4 unidades de tempo. Neste caso,  uma semibreve iria ocupar todo o compasso.
Figuras musicais - Valores ou figuras musicais são símbolos que representam o tempo de duração das notas musicais. São também chamados de valores positivos.
Os símbolos das figuras são usados para representar a duração do som a ser executado. As notas são mostradas na figura abaixo, por ordem decrescente de duração. Elas são: semibreve, mínima, semínima, colcheia, semicolcheia, fusa e semifusa.
Antigamente existia ainda a breve, com o dobro da duração da semibreve, a longa, com o dobro da duração da breve e a máxima, com o dobro da duração da longa, mas essas notas não são mais usadas na notação atual. Cada nota tem metade da duração da anterior. Se pretendermos representar uma nota de um tempo e meio (por exemplo, o tempo de uma mínima acrescentado ao de uma semínima) usa-se um ponto a seguir à nota.
A duração das figuras musicais depende da fórmula de compasso e do andamento utilizado.  Isso significa que a mesma figura pode ser executada com diferentes durações, em qualquer música como também numa única música, caso haja mudança de andamento e/ou compasso.
Nota pontuada é uma nota musical que é seguida com um ponto logo a sua frente. Este ponto adiciona metade do valor da nota que o precede.
Pausas -  representam o tempo, uma pausa, em que o instrumento não produz sons, ou determinado som,  As pausas se subdividem também como as figuras em termos de duração. Cada pausa dura o mesmo tempo relativo que sua figura correspondente, ou seja, a pausa mais longa corresponde exatamente à duração de uma semibreve. A correspondência é feita na seguinte ordem:

### Representação das alturas
Clave - clave de Sol, clave de Fá, clave de Dó. Propõe toda a representação musical a uma que mais se adeque ao instrumento que a irá reproduzir. Por exemplo, as vozes graves usam geralmente a clave de Fá, enquanto que as mais agudas usam a clave de Sol. De um modo geral, é a clave que define o ponto de partida para a localização das notas musicais, sempre a partir de uma linha do pentagrama.
Alturas - a altura de cada nota é representada pela sua posição no pentagrama em referência à nota definida pela clave utilizada, como mostrado abaixo:
Alteração ou acidentes: o sustenido, o bemol, o dobrado sustenido e o dobrado bemol. São representados sempre à esquerda de uma figura e/ou à direita das cifras. Um sustenido desloca a altura de uma nota em um meio-tom acima (na escala), um dobrado sustenido desloca o som em um tom acima, um bemol desloca a altura de uma nota em um meio-tom abaixo e o dobrado bemol desloca o som em um tom abaixo. Por exemplo, pode-se dizer que um "Fá sustenido" (Fá#) é a mesma nota que um "Sol bemol" (Sol♭), porém, devido às características de cada instrumento (e à sua própria disposição da escala), esta altura pode variar.
Uma vez que um sustenido ou bemol tenha sido aplicado a uma nota, todas as notas de mesma altura manterão a alteração até o fim do compasso. No compasso seguinte, todos os acidentes perdem o efeito e, se necessário, deverão ser aplicados novamente. Se desejarmos anular o efeito de qualquer alteração aplicada devemos usar um bequadro, que faz a nota retornar à sua condição natural. No exemplo visto acima podemos notar que a terceira nota do primeiro compasso também é sustenida, pois o acidente aplicado à nota anterior permanece válido e só é anulado pelo bequadro que faz a quarta nota voltar a ser um Lá natural. O segundo compasso é semelhante a não ser pelo acidente aplicado que é um bemol. No terceiro compasso, uma nota Sol, um Lá dobrado bemol e um Fá dobrado sustenido. Embora tenham nome diferente e ocupem posições diferentes na clave, os acidentes aplicados fazem com que as três notas soem exatamente iguais.
Chave ou tonalidade, que não é mais que a associação de sustenidos ou bemóis representados junto à clave, indicando a escala em que a música será expressa. Por exemplo, uma representação sem sustenidos ou bemóis, será a escala de Dó Maior. Ao contrário dos acidentes aplicados ao longo da partitura, os sustenidos ou bemóis aplicados na chave duram por toda a peça ou até que uma nova chave seja definida (modulação). Na figura vemos a chave de tonalidade de uma escala de Lá maior. Nesta escala todas as notas Fá, Dó e Sol devem ser sustenidas, por isso os acidentes são aplicados junto à clave.

### Expressão
Certos símbolos e textos indicam ao intérprete a forma de executar a partitura, incluindo as variações de intensidade sonora (dinâmica) e tempo métrico (cinética), assim como a maneira correta de articular as notas e separá-las em frases (articulação e acentuação).

#### Dinâmica musical
A intensidade das notas pode variar ao longo de uma música. Isso é chamado de dinâmica. A intensidade é indicada em forma de siglas que indicam expressões em italiano sob a pauta. 
- ppp - pianississimo. a intensidade mais baixa do piano
- pp - pianissimo. a penúltima intensidade mais baixa do piano
- p - piano. o som é executado com intensidade baixa
- mp - mezzo piano. a intensidade é moderada, não tão fraca.
- mf - mezzo forte. a intensidade é moderadamente forte
- f - forte. A intensidade é forte.
- ff - fortissimo. A intensidade é muito forte.
- fff - fortissíssimo. A intensidade é muito, muito forte.

Símbolos de variação de volume ou intensidade: crescendo e diminuindo, em forma de sinais de maior (>) e menor (<) para sugerir o aumento ou diminuição de volume, respectivamente. Estes devem começar onde se deverá iniciar a alteração e esticar-se até à zona onde a alteração deverá ser interrompida. O volume deve permanecer no novo nível até que uma nova indicação seja dada. A variação também pode ser brusca, bastando que uma nova indicação (p, ff, etc) seja dada.
A figura abaixo mostra um solo de trompa da Sinfonia número 5 de Tchaikovsky. Esta partitura apresenta várias marcas de dinâmica.

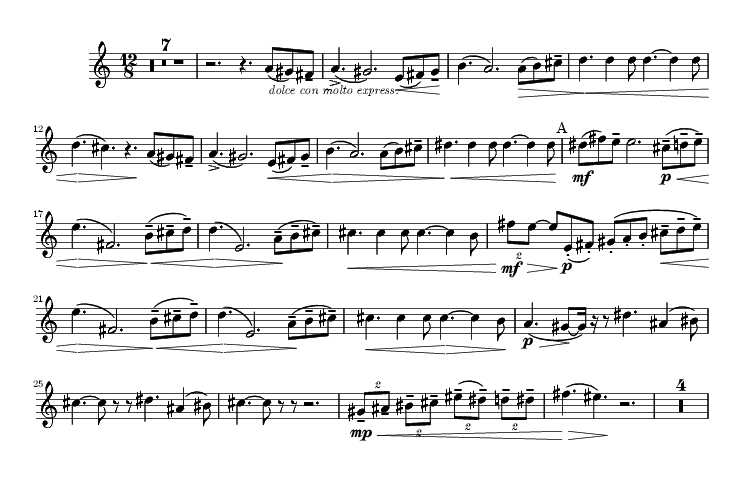

#### Andamento musical
O Andamento define a velocidade de execução de uma composição. O andamento é indicado normalmente no início da música ou de um movimento e representado na maior parte das vezes por expressões em italiano, como Allegro - rápido ou Adagio - lento. 
Junto ao andamento, pode ser indicada a expressão com que a peça deve ser interpretada, como: com afeto, intensamente, melancólico, etc.
Os andamentos são os seguintes:
- Grave - É o andamento mais lento de todos
- Largo - Muito lento, mas não tanto quanto o Grave
- Larghetto - Um pouco menos lento que o Largo
- Adagio - Moderadamente lento
- Andante - Moderado, nem rápido nem lento
- Andantino - Semelhante ao andante, mas um pouco mais acelerado
- Allegretto - Moderadamente rápido
- Allegro - Andamento veloz e ligeiro
- Vivace - Um pouco mais acelerado que o Allegro
- Presto - Andamento muito rápido
- Prestissimo - É o andamento mais rápido de todos

Alguns exemplos de combinações de andamento com expressões:
- Allegro moderato - Moderadamente rápido.
- Presto con fuoco - Extremamente rápido e com expressão intensa.
- Andante Cantabile - Velocidade moderada e entoando as notas como em uma canção.
- Adagio Melancolico - Lento e melancólico

Notações de variação de tempo: 
- ritardando - Indica que a execução deve se tornar gradativamente mais lenta
- accelerando - Indica que a execução deve se tornar mais rápida.
- A tempo ou Tempo primo - Retorna ao andamento original.
- Tempo rubato - Indica que o músico pode executar com pequenas variações de andamento ao seu critério.

## Outras notações

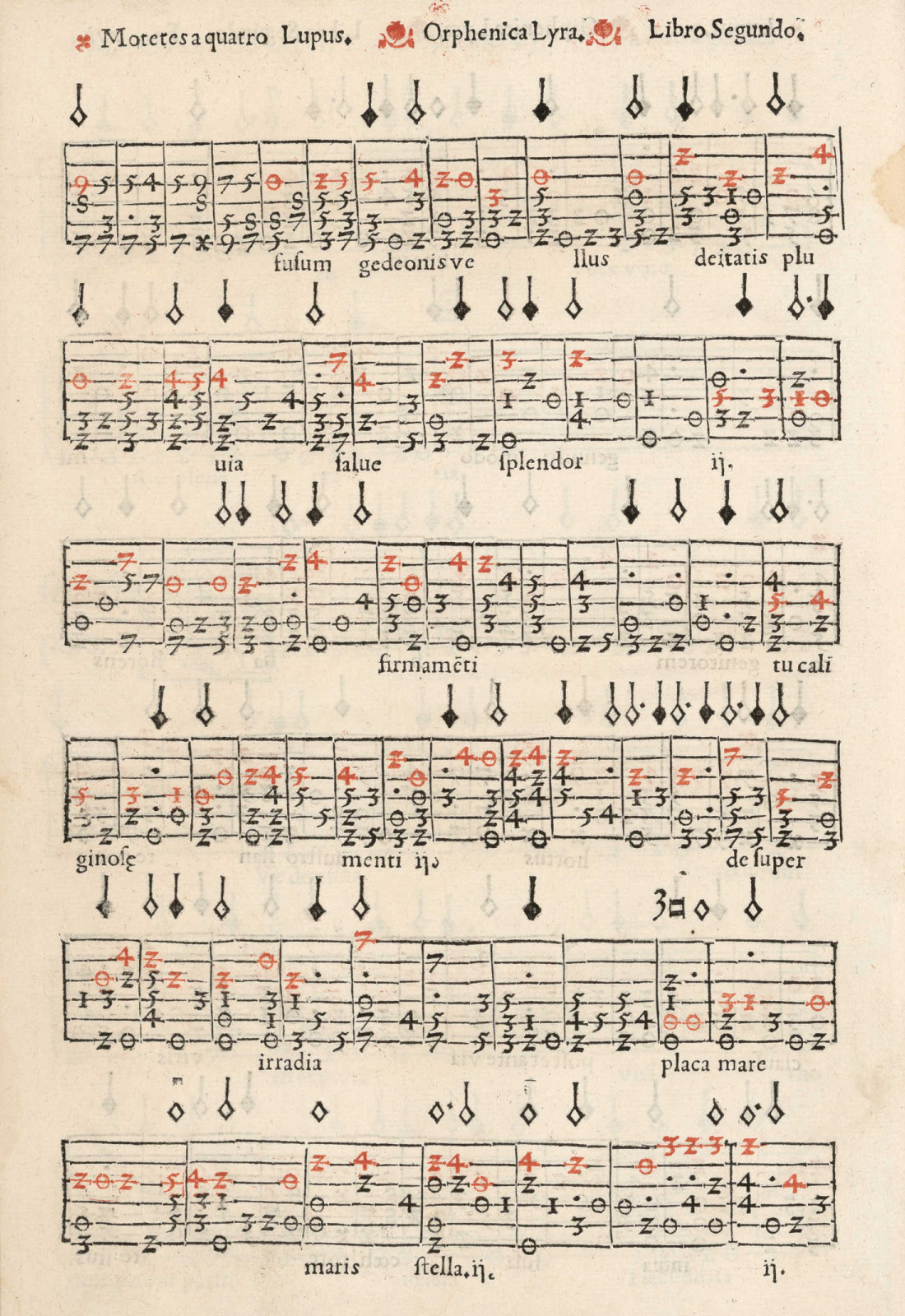
Exemplo de tablatura numérica para vihuela do livro "Orphenica Lyra" de Miguel de Fuenllana (1554). Números em vermelho (no original) indicam a parte vocal.

### Tablatura
A tablatura é uma notação que representa como colocar os dedos num instrumento (nos trastes de uma guitarra, por exemplo) em vez das notas, permitindo aos músicos tocar o instrumento sem formação especializada. Esta notação tornou-se comum para partilhar músicas pela Internet, já que permite escrevê-las facilmente em formato ASCII.
Legenda Usada em Tablatura:
h - hammer-on - Toca a nota e "liga outra nota sem palhetar ou dedilhar (dedos)”;
p - pull-off - Toca a nota e "martela a nota anterior”;
b - fazer um bend - Toca a nota e levanta a corda subindo o tom;
br - bend release - Toca a nota levanta a corda e desce a corda;
/ - slide para cima (pode ser usado s) - Toca uma nota e escorrega para outra nota mais aguda;
\ - slide para baixo (pode ser usado s); - Igual ao slide para cima mas desta toca uma nota mais aguda e escorrega para outra mais grave;
~ - vibrato (pode ser usado v); - Toca a nota e vai puxando a corda para cima e para baixo criando efeito vibrato
t - tapping - Martela a corda;
x - nota morta;
PM - palm muting - Toca a nota abafando a corda;
( ) - nota fantasma;
| - divisão de compasso.
Legenda Slap
P - puxada;
T - martelada com polegar;

### Cifras
Cifra é um sistema de notação musical usado para indicar através de símbolos gráficos ou letras os acordes a serem executados por um instrumento musical (como por exemplo uma guitarra). São utilizadas principalmente na música popular, acima das letras ou partituras de uma composição musical, indicando o acorde que deve ser tocado em conjunto com a melodia principal ou para acompanhar o canto.
As principais cifras são grafadas:
A: nota lá ou acorde de Lá Maior
B: nota si ou acorde de Si Maior ( H em alemão)
C: nota dó ou acorde de Dó Maior
D: nota ré ou acorde de Ré Maior
E: nota mi ou acorde de Mi Maior
F: nota fá ou acorde de Fá Maior
G: nota sol ou acorde de Sol Maior
Os acordes menores são grafados pelas letras acima, acompanhados da letra "m" minúscula. Ex: Cm indica um acorde de Dó menor. Há outras alterações quando se utilizam tetracordes ou intervalos dissonantes. Ex: Cm7 indica acorde de Dó menor com sétima.

### Notação de percussão

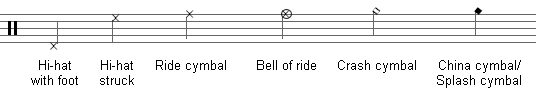
Da esquerda à direita: chimbau com pedal, chimbau com baqueta, condução, topo da condução, ataque, chinês/corte.

É um tipo de notação musical que indica as notas a serem tocadas por instrumentos de percussão, onde os sons são representados por símbolos. A altura de cada símbolo representa o instrumento de percussão a ser usado. Assim como na notação tradicional a figura de cada nota ou pausa representa a duração do símbolo.